# 羽場仁志
羽場 仁志（はば ひとし、1963年3月7日 - ）は、日本の作曲家、作詞家。長野県飯田市出身。帝京大学経済学部卒業。 作詞・作曲の代表作は、タッキー＆翼「夢物語」「Venus」など。作曲では、中山美穂「愛してるっていわない！」、藤谷美和子・大内義昭「愛が生まれた日」などがある。

## 経歴
中学時代に、ニューミュージックに興味を持ち、作曲を始める。長野県立飯田高等学校在学中にバート・バカラックの影響により洋楽思考になる。帝京大学経済学部に入学後は、軽音楽部に所属しバンドでヴォーカルを担当した。大学卒業後は、スターシップミュージックに在籍し、1986年公開の映画「南に走れ、海の道を！」の挿入歌「星をながめながら」の作曲を担当した。国分友里恵のアルバム「STEPS」（1987年発売）をプロデュース後、作曲・作詞に専念した本格的な活動を始めた。

## 提供楽曲

### あ行
- 相田翔子
  - 夜明けの雨はピアニッシモ
  - もっと ありのまま

- 秋元順子
  - Precious〜逢いたくて〜（作詞・作曲）※作詞は花岡美奈子との共作。

- 浅香唯
  - 優しさのコントラスト

- 麻田華子
  - 夏の終わり

- 飯田圭織
  - 私の中にいて
  - さよならまでにしたい10のこと
  - 愛のコトバ

- 石井明美
  - ときめきは眠らない
  - 瞳で抱いてて

- 石田純一
  - MINT JULEP
- 稲垣潤一
  - 哀しみのAngel

- Wink
  - Cat-Walk Dancing
  - さよなら 小さなCrybaby
  - Rainy Lonely Pavement
  - 思い出を愛してた

- AKB48
  - 渚のCHERRY
  - 命の意味

- エンレイ
  - テレサの羽根

- 小野正利
  - departure!

- 小川範子
  - 信じていいよね

- 荻野目洋子
  - モーニング・コール（コーラス・アレンジ）

- 尾崎紀世彦 & 三浦秀美
  - 星をながめながら

- 小沢亜貴子
  - 十六夜月の舞

### か行
- KAI
  - ドルフィン・ブルーの朝
- 影山ヒロノブ
  - HEATS
- 加納ひろし
  - 人生の楽屋
  - プラットホームの人々
- カルロス・トシキ&オメガトライブ
  - Half An Apple
  - Subway Stories
- 菊池桃子
  - きっと待ってる
- 菊地陽子
  - 風色タッチ
- キム・ヨンジャ
  - BIG DON DONG YOL
- くまいもとこ
  - あそびにいこう
- 郷ひろみ
  - 獣は裸になりたがる
- 小村美貴
  - 恋のシャンソン人形
  - 魔法のカガミ
- 小茂田理絵
  - NEW
- 近藤隆
  - Here I am
  - キセキじゃない

### さ行
- 酒井法子
  - 雨の気持ち
- 椎名へきる
  - だめよ!だめよ!だめよ!!
- 柴田恭兵
  - BABY LOVE
- 島田歌穂
  - All You Need Is Music
- 島谷ひとみ
  - his rhythm

### た行
- DAIZO
  - YOU ARE THE ONE
- 田中美奈子
  - 風にのって
- チョー・ヨンピル
  - 愛の共犯者
- 坪倉唯子
  - Shooting Star
  - 刹那
- 天童よしみ
  - 花筏-Hanaikada-
- 峠恵子
  - 接吻

### な行
- 中村あゆみ
  - ナチュラリスト

- 中森明菜
  - 花よ踊れ
  - 無垢

- 中山美穂
  - 愛してるっていわない!

- 長山洋子
  - 星に願いを
  - 愛を待てないANGELS

- 西野妙子
  - 天使に帰りたい
  - FOREVER HEAVEN
  - 純情可憐でごめんなさい
  - 純愛狂時代
  - あそぼうよ
  - ピンクになったら
  - 打ちあけていればよかった

### は行
- 浜本沙良
  - さよならは天使のはじまり
  - いつも eyes to me
  - FOLLOW ME
  - 嫌いになりたい
  - What is Love
  - Swing
  - enfin
  - Lonesome
  - あなたが好き
  - my way home
  - FOR YOU, FOR ME
  - それから
- 久川綾
  - うい〜っすっっ
- 兵藤ゆき＆高田純次
  - LOVE MAGIC
- 藤井一子
  - 告白
- 藤谷美和子・大内義昭
  - 愛が生まれた日
- BaBe
  - 大人は判ってくれない

### ま行
- 松田聖子
  - 恋はいつでも95点
- 松原みき
  - B・S・T
  - 女神の右手
- 三浦秀美
  - Burning World ~追憶のコマンド～
  - 愛しているかもしれない
- 美木良介
  - つのるほど愛せない
  - なにも言わないで
- みずき舞
  - わき役の恋なんて
- 南沙織
  - Marry me　
  - そのあとの二人
- μ-a
  - あの夏をこえて
  - 祈り
  - Yes or No?
  - うみかぜ
- 森丘祥子
  - 空気みたいなさよなら
- 森川美穂
  - bird Eyes
  - Be Free
  - Real Mind（和泉常寛との共作）
  - Paper August
  - 彼女たちのSeptember
  - あの頃に消えた夢
  - お願いだから〜Have a Heart〜
  - ブリッジから見た夜明け

### や行以降
- 山口かおる
  - 愛の岸辺（はて）
  - 染められて 乱されて
- 柳ジョージ
  - 海辺の長い夜
  - YOUR LOVE THAN ANGEL
  - CAROL
  - 言えない涙
  - 想い出がありすぎて
- 憂歌団
  - 大坂ビッグ・リバー・ブルース
  - 三年待てへんか
  - 数えきれない雨
- 由紀さおり
  - 季節の足音
- 弓原七海
  - キラリ☆セーラードリーム!
- RUN&GUN
  - BELIEVE
- Romi
  - 黄昏に抱かれて
- 和田アキ子
  - 残された時間
- 渡辺美里
  - 恋心

### ジャニーズ事務所関連
- NYC
  - よく遊びよく学べ（作詞・作曲）

- Kis-My-Ft2
  - keep on smile（作詞・作曲）※作詞はヒロイズムとKomei Kobayashi、作曲はCHOKKAKUとヒロイズムとの共作。

- KinKi Kids
  - Tell me
  - FRIENDS
  - Message

- 少年隊
  - 砂の男
  - Knock my Soul
  - Let Me Love You

- SMAP
  - Happy Birthday
  - Cry
  - 永遠に抱きしめたい
  - 突然の夏

- 滝沢秀明
  - YOUやっちゃいなよ!!（作詞・作曲）

- タッキー&翼
  - 夢物語（作詞・作曲）
  - 愛世界（作詞・作曲）
  - 愛想曲（作詞・作曲）
  - Venus（作詞・作曲）
  - Ho! サマー（作詞・作曲）
  - SAMURAI（作詞・作曲）※作詞は井筒日美との共作。
  - 僕のそばには星がある
  - 愛 Check it!（作詞・作曲）
  - カッコつかないTonight（作詞・作曲）

### その他
- 長野県飯田市・成人式記念楽曲（1995年）
- 長野県飯田OIDE長姫高等学校校歌「虹の道標」（2013年、作詞・作曲）

## 音楽担当作品
- 君の瞳に恋してる!
- ゴリラ・警視庁捜査第8班